# Tabanomorpha
Los tabanomorfos (Tabanomorpha) son un infraorden de Brachycera. Es un pequeño grupo que consiste principalmente de dos familias numerosas Tabanidae y Rhagionidae, además de una variedad de familias menores, la mayoría de las cuales, en algunos casos, se incluyen en Rhagionidae. Es uno de los grupos de braquíceros fuera de Hippoboscoidea que contiene especies hematófagas, aunque no son vectores serios de enfermedades.
Las larvas de tabanomorfos se encuentran comúnmente en ambientes acuáticos o semiacuáticos y son predadoras.

## Clasificación
A menudo se incluye el infraorden Vermileonomorpha en Tabanomorpha, aunque la mayoría de las clasificaciones más recientes tienden a considerarlo como un taxón hermano. También algunas clasificaciones colocan a Nemestrinoidea dentro de Tabanomorpha, aunque esto no está muy aceptado. Se reconocen dos linajes a nivel de superfamilia dentro de Tabanomorpha; Tabanoidea y Rhagionoidea (la última comprende a Austroleptidae, Bolbomyiidae y Rhagionidae).